# بمبرگ (کارولینای جنوبی)
بمبرگ(به انگلیسی: Bamberg) شهری در ایالت کارولینای جنوبی کشور ایالات متحده آمریکا است که جمعیت آن در سرشماری سال ۲۰۱۰ میلادی، ۳٬۶۰۷ نفر بوده‌است.